# Hypomolis
Hypomolis is een geslacht van vlinders van de familie spinneruilen (Erebidae), uit de onderfamilie Arctiinae.

## Soorten
- H. aeruginosa Felder, 1874
- H. agnes de Toulgoët, 1982
- H. aldaba Dognin, 1894
- H. evippus Druce, 1898
- H. fassli Rothschild, 1911
- H. lachaumei de Toulgoët, 1982
- H. lymphasea Dognin, 1892
- H. ockendeni Rothschild, 1910
- H. roseicincta Dognin, 1913
- H. sanguinipectus Seitz, 1919
- H. thiaucourti de Toulgoët, 1977
- H. venedictoffae de Toulgoët, 1977
- H. virescens Rothschild, 1909
- H. viridella Strand, 1919
- H. viridis Druce, 1903
- H. viridoides de Toulgoët, 1982